# 1214 en santé et médecine
| Années de la santé et de la médecine : 1211 - 1212 - 1213 - 1214 - 1215 - 1216 - 1217    |
| Décennies de la santé et de la médecine : 1180 - 1190 - 1200 - 1210 - 1220 - 1230 - 1240 |

Cet article présente les faits marquants de l'année 1214 en santé et médecine.

## Événements

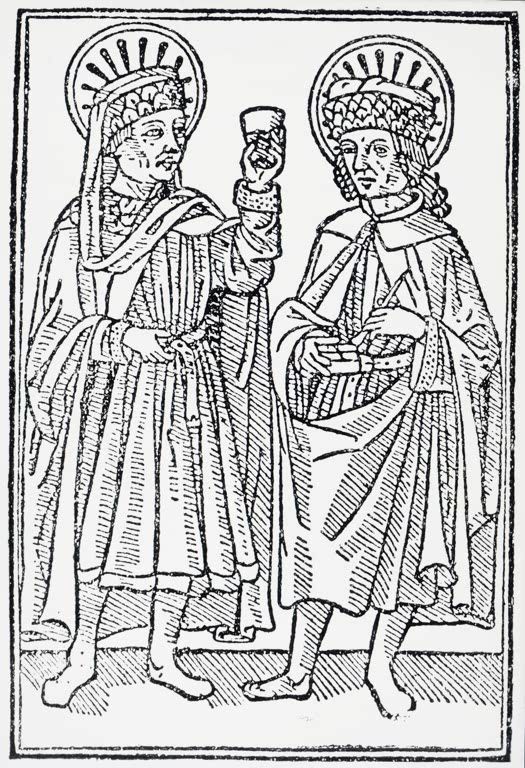
Ugo Borgognoni
et son fils, Théodoric
(gravure sur bois, s.)

- Les consuls de la République de Marseille soumettent à examen le droit d'exercer la médecine[1].

- Le médecin et chirurgien Ugo Borgognoni (it) (1180-1258) devient archiatre à vie de la cité de Bologne en Lombardie[2], deuxième contrat connu de cette sorte, le premier étant celui qu'un médecin de Bergame a signé en 1211 avec la ville de Reggio[3].
- Fondation de l'hôpital de Langeac en Velay[4], « probablement par Bernard II de Langeac[5] ».
- Fondation de l'hôpital des Mathurins à Vétheuil, dans le Vexin.
- Fondation de l'hôpital du Bigallo (it), à Bagno a Ripoli, en Toscane, par Dioticidiede di Bonaguida del Dado[6].
- D'après un document tardif, l'hospice de Belvès est mentionné pour la première fois, dans un acte de dotation de Guillaume Lacoste consenti par Guillaume Amanevi, archevêque de Bordeaux et coseigneur de la ville[7].

## Personnalité
- 1214-c.1226 : fl. Pierre Le Gallois, médecin et astrologue des rois de France Philippe Auguste et Louis VIII[8].

## Naissance
- Roger Bacon (mort en 1294), philosophe, savant, alchimiste, polygraphe anglais, auteur d'un traité sur les erreurs médicales (De erroribus medicorum[9]).

## Décès
- Maur de Salerne (de) (né vers 1130), médecin, auteur d'un traité sur les urines[10] et d'un commentaire du Pronostic d'Hippocrate[11].